# Miraselva
Miraselva är en kommun i Brasilien.   Den ligger i delstaten Paraná, i den södra delen av landet, 900 km söder om huvudstaden Brasília. Antalet invånare är 1 858.
Omgivningarna runt Miraselva är huvudsakligen savann. Runt Miraselva är det glesbefolkat, med 19 invånare per kvadratkilometer.